# ديفيد سومرز
ديفيد سومرز (بالإنجليزية: David Somers)‏ هو شخصية أعمال بريطاني، ولد في 31 أغسطس 1948 في سكاربورو في المملكة المتحدة.